# قائمة عملات مصر المعدنية

## العملات المعدنية

### السلطان محمود الثاني
| \| 10 قرش, 1808 \|     | \| 10 قرش, 1808 \|     | \| 10 قرش, 1808 \|          | \| 10 قرش, 1808 \| | \| 10 قرش, 1808 \| |
| ---------------------- | ---------------------- | --------------------------- | ------------------ | ------------------ |
| 1808                   |                        |                             |                    |                    |
| الوجه : طغراء          | الوجه : طغراء          | العكس : 1223                | العكس : 1223       |                    |
| الكتلة 0.85            | المعدن ذهب 0.875       | القطر 15 مليمتر (0.59 بوصة) | السُمك غير معروف    |                    |
| المصمم(ون)             | المصمم(ون)             | الحواف أملس                 | الحواف أملس        |                    |
| الطرازات (1808 - 1838) | الطرازات (1808 - 1838) | الشكل دائري                 | الشكل دائري        |                    |
| 10 قرش, 1808           |                        |                             |                    |                    |

### سلطان عبد المجيد الأول
| \| 5 بارة, 1839 \|           | \| 5 بارة, 1839 \|     | \| 5 بارة, 1839 \|            | \| 5 بارة, 1839 \|          | \| 5 بارة, 1839 \| |
| ---------------------------- | ---------------------- | ----------------------------- | --------------------------- | ------------------ |
| (1839 - 1861)                |                        |                               |                             |                    |
| الوجه : طغراء                | الوجه : طغراء          | العكس : 1255                  | العكس : 1255                |                    |
| الكتلة 6.4 غرام (0.23 أونصة) | المعدن هون نحاس        | القطر 20.6 مليمتر (0.81 بوصة) | السُمك 2 مليمتر (0.079 بوصة) |                    |
| المصمم(ون)                   | المصمم(ون)             | الحواف أملس                   | الحواف أملس                 |                    |
| الطرازات (1839 - 1861)       | الطرازات (1839 - 1861) | الشكل دائري                   | الشكل دائري                 |                    |
| 5 بارة, 1839                 |                        |                               |                             |                    |

| \| 5 قروش, 1839 \|               | \| 5 قروش, 1839 \|     | \| 5 قروش, 1839 \|          | \| 5 قروش, 1839 \| | \| 5 قروش, 1839 \| |
| -------------------------------- | ---------------------- | --------------------------- | ------------------ | ------------------ |
| 1839                             |                        |                             |                    |                    |
| الوجه : طغراء                    | الوجه : طغراء          | العكس : 1255                | العكس : 1255       |                    |
| الكتلة 0.427 غرام (0.0151 أونصة) | المعدن ذهب 0.875       | القطر 14 مليمتر (0.55 بوصة) | السُمك غير معروف    |                    |
| المصمم(ون)                       | المصمم(ون)             | الحواف غير معروف            | الحواف غير معروف   |                    |
| الطرازات (1839 - 1861)           | الطرازات (1839 - 1861) | الشكل دائري                 | الشكل دائري        |                    |
| 5 قروش, 1839                     |                        |                             |                    |                    |

| \| 100 قرش , 1839 \|           | \| 100 قرش , 1839 \|   | \| 100 قرش , 1839 \|          | \| 100 قرش , 1839 \| | \| 100 قرش , 1839 \| |
| ------------------------------ | ---------------------- | ----------------------------- | -------------------- | -------------------- |
| 1861                           |                        |                               |                      |                      |
| الوجه : طغراء                  | الوجه : طغراء          | العكس : 100 قرش               | العكس : 100 قرش      |                      |
| الكتلة 8.54 غرام (0.301 أونصة) | المعدن ذهب 0.875       | القطر 24.5 مليمتر (0.96 بوصة) | السُمك غير معروف      |                      |
| المصمم(ون)                     | المصمم(ون)             | الحواف غير معروف              | الحواف غير معروف     |                      |
| الطرازات (1839 - 1861)         | الطرازات (1839 - 1861) | الشكل دائري                   | الشكل دائري          |                      |
| 100 قرش , 1839                 |                        |                               |                      |                      |

### السلطان عبد العزيز
| \| 4 پاره, 1861 \|             | \| 4 پاره, 1861 \|     | \| 4 پاره, 1861 \|            | \| 4 پاره, 1861 \|          | \| 4 پاره, 1861 \| |
| ------------------------------ | ---------------------- | ----------------------------- | --------------------------- | ------------------ |
| 1861                           |                        |                               |                             |                    |
| الوجه : طغراء                  | الوجه : طغراء          | العكس : 1277                  | العكس : 1277                |                    |
| الكتلة 2.39 غرام (0.084 أونصة) | المعدن برونز           | القطر 22.2 مليمتر (0.87 بوصة) | السُمك 1 مليمتر (0.039 بوصة) |                    |
| المصمم(ون)                     | المصمم(ون)             | الحواف أملس                   | الحواف أملس                 |                    |
| الطرازات (1861 - 1875)         | الطرازات (1861 - 1875) | الشكل دائري                   | الشكل دائري                 |                    |
| 4 پاره, 1861                   |                        |                               |                             |                    |

| \| 10 بارات, 1861 \|         | \| 10 بارات, 1861 \|   | \| 10 بارات, 1861 \|       | \| 10 بارات, 1861 \|          | \| 10 بارات, 1861 \| |
| ---------------------------- | ---------------------- | -------------------------- | ----------------------------- | -------------------- |
| 1861                         |                        |                            |                               |                      |
| الوجه : طغراء                | الوجه : طغراء          | العكس : 1277               | العكس : 1277                  |                      |
| الكتلة 6.3 غرام (0.22 أونصة) | المعدن برونز           | القطر 30 مليمتر (1.2 بوصة) | السُمك 1.4 مليمتر (0.055 بوصة) |                      |
| المصمم(ون)                   | المصمم(ون)             | الحواف أملس                | الحواف أملس                   |                      |
| الطرازات (1861 - 1875)       | الطرازات (1861 - 1875) | الشكل دائري                | الشكل دائري                   |                      |
| 10 بارات, 1861               |                        |                            |                               |                      |

| \| 20 بارة, 1861 \|             | \| 20 بارة, 1861 \|    | \| 20 بارة, 1861 \|           | \| 20 بارة, 1861 \|           | \| 20 بارة, 1861 \| |
| ------------------------------- | ---------------------- | ----------------------------- | ----------------------------- | ------------------- |
| 1861                            |                        |                               |                               |                     |
| الوجه : طغراء                   | الوجه : طغراء          | العكس : 1277                  | العكس : 1277                  |                     |
| الكتلة 10.85 غرام (0.383 أونصة) | المعدن برونز           | القطر 31.8 مليمتر (1.25 بوصة) | السُمك 1.4 مليمتر (0.055 بوصة) |                     |
| المصمم(ون)                      | المصمم(ون)             | الحواف أملس                   | الحواف أملس                   |                     |
| الطرازات (1861 - 1875)          | الطرازات (1861 - 1875) | الشكل دائري                   | الشكل دائري                   |                     |
| 20 بارة, 1861                   |                        |                               |                               |                     |

| \| 40 بارة, 1861 \|             | \| 40 بارة, 1861 \|    | \| 40 بارة, 1861 \|             | \| 40 بارة, 1861 \|        | \| 40 بارة, 1861 \| |
| ------------------------------- | ---------------------- | ------------------------------- | -------------------------- | ------------------- |
| 1861                            |                        |                                 |                            |                     |
| الوجه : طغراء                   | الوجه : طغراء          | العكس : 1277                    | العكس : 1277               |                     |
| الكتلة 25.63 غرام (0.904 أونصة) | المعدن برونز           | القطر 37.06 مليمتر (1.459 بوصة) | السُمك 3 مليمتر (0.12 بوصة) |                     |
| المصمم(ون)                      | المصمم(ون)             | الحواف أملس                     | الحواف أملس                |                     |
| الطرازات (1861 - 1875)          | الطرازات (1861 - 1875) | الشكل دائري                     | الشكل دائري                |                     |
| 40 بارة, 1861                   |                        |                                 |                            |                     |

| \| 1 قرش, (1861) \|           | \| 1 قرش, (1861) \|    | \| 1 قرش, (1861) \|         | \| 1 قرش, (1861) \|           | \| 1 قرش, (1861) \| |
| ----------------------------- | ---------------------- | --------------------------- | ----------------------------- | ------------------- |
| 1861                          |                        |                             |                               |                     |
| الوجه : طغراء                 | الوجه : طغراء          | العكس : 1277                | العكس : 1277                  |                     |
| الكتلة 1.2 غرام (0.042 أونصة) | المعدن برونز           | القطر 18 مليمتر (0.71 بوصة) | السُمك 0.6 مليمتر (0.024 بوصة) |                     |
| المصمم(ون)                    | المصمم(ون)             | الحواف أملس                 | الحواف أملس                   |                     |
| الطرازات (1861 - 1875)        | الطرازات (1861 - 1875) | الشكل دائري                 | الشكل دائري                   |                     |
| 1 قرش, (1861)                 |                        |                             |                               |                     |

| \| 5 قروش, (1861) \|         | \| 5 قروش, (1861) \|   | \| 5 قروش, (1861) \| | \| 5 قروش, (1861) \| | \| 5 قروش, (1861) \| |
| ---------------------------- | ---------------------- | -------------------- | -------------------- | -------------------- |
| 1861                         |                        |                      |                      |                      |
| الوجه : طغراء                | الوجه : طغراء          | العكس : 1277         | العكس : 1277         |                      |
| الكتلة 6.2 غرام (0.22 أونصة) | المعدن ذهب 0.875       | القطر غير معروف      | السُمك غير معروف      |                      |
| المصمم(ون)                   | المصمم(ون)             | الحواف مسكوك         | الحواف مسكوك         |                      |
| الطرازات (1861 - 1875)       | الطرازات (1861 - 1875) | الشكل دائري          | الشكل دائري          |                      |
| 5 قروش, (1861)               |                        |                      |                      |                      |

| \| 10 قروش, (1861) \|              | \| 10 قروش, (1861) \|  | \| 10 قروش, (1861) \| | \| 10 قروش, (1861) \| | \| 10 قروش, (1861) \| |
| ---------------------------------- | ---------------------- | --------------------- | --------------------- | --------------------- |
| 1861                               |                        |                       |                       |                       |
| الوجه : طغراء                      | الوجه : طغراء          | العكس : 1277          | العكس : 1277          |                       |
| الكتلة 0.8554 غرام (0.03017 أونصة) | المعدن ذهب 0.875       | القطر غير معروف       | السُمك غير معروف       |                       |
| المصمم(ون)                         | المصمم(ون)             | الحواف مسكوك          | الحواف مسكوك          |                       |
| الطرازات (1861 - 1875)             | الطرازات (1861 - 1875) | الشكل دائري           | الشكل دائري           |                       |
| 10 قروش, (1861)                    |                        |                       |                       |                       |

### سلطان عبد الحميد الثاني
| \| 1/40 قرش , 1876 \|       | \| 1/40 قرش , 1876 \|  | \| 1/40 قرش , 1876 \|         | \| 1/40 قرش , 1876 \|       | \| 1/40 قرش , 1876 \| |
| --------------------------- | ---------------------- | ----------------------------- | --------------------------- | --------------------- |
| 1876                        |                        |                               |                             |                       |
| الوجه : طغراء               | الوجه : طغراء          | العكس : ربع من عشر القرش      | العكس : ربع من عشر القرش    |                       |
| الكتلة 2 غرام (0.071 أونصة) | المعدن برونز           | القطر 17.6 مليمتر (0.69 بوصة) | السُمك 1 مليمتر (0.039 بوصة) |                       |
| المصمم(ون)                  | المصمم(ون)             | الحواف مسكوك                  | الحواف مسكوك                |                       |
| الطرازات (1876 - 1909)      | الطرازات (1876 - 1909) | الشكل دائري                   | الشكل دائري                 |                       |
| 1/40 قرش , 1876             |                        |                               |                             |                       |

| \| 1/20 قرش , 1876 \|          | \| 1/20 قرش , 1876 \|  | \| 1/20 قرش , 1876 \|         | \| 1/20 قرش , 1876 \|         | \| 1/20 قرش , 1876 \| |
| ------------------------------ | ---------------------- | ----------------------------- | ----------------------------- | --------------------- |
| 1876                           |                        |                               |                               |                       |
| الوجه : زهور - طغراء           | الوجه : زهور - طغراء   | العكس : نجمة نصف من عشر القرش | العكس : نجمة نصف من عشر القرش |                       |
| الكتلة 3.12 غرام (0.110 أونصة) | المعدن برونز           | القطر 20.1 مليمتر (0.79 بوصة) | السُمك 1 مليمتر (0.039 بوصة)   |                       |
| المصمم(ون)                     | المصمم(ون)             | الحواف أملس                   | الحواف أملس                   |                       |
| الطرازات (1876 - 1909)         | الطرازات (1876 - 1909) | الشكل دائري                   | الشكل دائري                   |                       |
| 1/20 قرش , 1876                |                        |                               |                               |                       |

| \| 1/10 قرش , 1876 \|         | \| 1/10 قرش , 1876 \|  | \| 1/10 قرش , 1876 \|         | \| 1/10 قرش , 1876 \|         | \| 1/10 قرش , 1876 \| |
| ----------------------------- | ---------------------- | ----------------------------- | ----------------------------- | --------------------- |
| 1876                          |                        |                               |                               |                       |
| الوجه : طغراء                 | الوجه : طغراء          | العكس : عز نصره عشر القرش     | العكس : عز نصره عشر القرش     |                       |
| الكتلة 1.6 غرام (0.056 أونصة) | المعدن نحاس - نيكل     | القطر 14.5 مليمتر (0.57 بوصة) | السُمك 1.3 مليمتر (0.051 بوصة) |                       |
| المصمم(ون)                    | المصمم(ون)             | الحواف أملس                   | الحواف أملس                   |                       |
| الطرازات (1876 - 1909)        | الطرازات (1876 - 1909) | الشكل دائري                   | الشكل دائري                   |                       |
| 1/10 قرش , 1876               |                        |                               |                               |                       |

| \| 20 قروش, (1876) \|       | \| 20 قروش, (1876) \|  | \| 20 قروش, (1876) \|      | \| 20 قروش, (1876) \|         | \| 20 قروش, (1876) \| |
| --------------------------- | ---------------------- | -------------------------- | ----------------------------- | --------------------- |
| 1876                        |                        |                            |                               |                       |
| الوجه : طغراء               | الوجه : طغراء          | العكس : 1277               | العكس : 1277                  |                       |
| الكتلة 28 غرام (0.99 أونصة) | المعدن فضة 0.835       | القطر 40 مليمتر (1.6 بوصة) | السُمك 2.1 مليمتر (0.083 بوصة) |                       |
| المصمم(ون)                  | المصمم(ون)             | الحواف مسكوك               | الحواف مسكوك                  |                       |
| الطرازات (1876 - 1909)      | الطرازات (1876 - 1909) | الشكل دائري                | الشكل دائري                   |                       |
| 20 قروش, (1876)             |                        |                            |                               |                       |

## جمهورية مصر العربية
| قائمة العملات | قائمة العملات | قائمة العملات | قائمة العملات | قائمة العملات | قائمة العملات                | قائمة العملات                | قائمة العملات         | قائمة العملات         | قائمة العملات                  | قائمة العملات                                                                     |
| القيمة        | عام الإصدار   | صورة          | صورة          | المواصفات     | المواصفات                    | المواصفات                    | المواصفات             | المواصفات             | الوصف                          | الوصف                                                                             |
| القيمة        | عام الإصدار   | وجه العملة    | ظهر العملة    | الابعاد (مم)  | السمك (مم)                   | الكتلة (جرام)                | التكوين               | التكوين               | وجه العملة                     | ظهر العملة                                                                        |
| ------------- | ------------- | ------------- | ------------- | ------------- | ---------------------------- | ---------------------------- | --------------------- | --------------------- | ------------------------------ | --------------------------------------------------------------------------------- |
| 5 قروش        | 1984          |               |               | 23            | 1.2                          | 4.9                          | نحاس 95% الأمونيوم 5% | نحاس 95% الأمونيوم 5% | رسم يوضح أهرامات الجيزة الثلاث | - جمهورية مصر العربية - القيمة بالعربية - السنة الهجرية والسنة الميلادية بالعربية |
| 5 قروش        | 1992          |               |               | 21            | 1.1                          | 3.2                          | نحاس 92% الأمونيوم 8% | نحاس 92% الأمونيوم 8% | الفخار الإسلامي                | - جمهورية مصر العربية - القيمة بالعربية - السنة الهجرية والسنة الميلادية بالعربية |
| 5 قروش        | 2004 2008     | 17            | 1.04          | 2.4           | صلب 94% نيكل 2% نحاس مطلي 4% | صلب 94% نيكل 2% نحاس مطلي 4% |                       |                       | الفخار الإسلامي                | - جمهورية مصر العربية - القيمة بالعربية - السنة الهجرية والسنة الميلادية بالعربية |

| 10 قروش | 1984 |  |  | 25 | 1.35 | 5.2 | نحاس 75% نيكل 25%            | نحاس 75% نيكل 25%            | مسجد محمد علي |
| 10 قروش | 1992 |  |  | 23 | 1.2  | 4.9 | نحاس 95% ألمونيوم 5%         | نحاس 95% ألمونيوم 5%         | مسجد محمد علي |
| 10 قروش | 2008 |  |  | 19 | 1.1  | 3.2 | صلب 94% نحاس 2% نيكل مطلي 4% | صلب 94% نحاس 2% نيكل مطلي 4% | مسجد محمد علي |

| 20 قرش | 1984 |  |  | 27 | 1.4  | 6   | نحاس 75% نيكل 25%    | نحاس 75% نيكل 25%    |             |
| 20 قرش | 1992 |  |  | 25 | 1.35 | 5.2 | نحاس 95% ألمونيوم 5% | نحاس 95% ألمونيوم 5% | مسجد الأزهر |

| 25 قرش | 1993 |  |  | 1.4 | - رسم إسلامي - القيمة باللغة العربية والإنجليزية | - جمهورية مصر العربية - السنة الهجرية والسنة الميلادية بالعربية |      |     |                              |                              |
| 25 قرش | 2008 |  |  | 21  | - رسم إسلامي - القيمة باللغة العربية والإنجليزية | - جمهورية مصر العربية - السنة الهجرية والسنة الميلادية بالعربية | 1.26 | 4.5 | صلب 94% نحاس 2% نيكل مطلي 4% | صلب 94% نحاس 2% نيكل مطلي 4% |

| 50 قرش | 2005 |    |     | 25                           | 1.58                         | 6.5 | نحاس 75% زنك 20% نيكل 5% | نحاس 75% زنك 20% نيكل 5% | - رأس كليوباترا - السنة الهجرية والسنة الميلادية بالعربية | - جمهورية مصر العربية - القيمة باللغة العربية والإنجليزية |
| 50 قرش | 2007 | 23 | 1.7 | صلب 94% نيكل 2% نحاس مطلي 4% | صلب 94% نيكل 2% نحاس مطلي 4% | 6.5 |                          |                          | - رأس كليوباترا - السنة الهجرية والسنة الميلادية بالعربية | - جمهورية مصر العربية - القيمة باللغة العربية والإنجليزية |

| جنيه | 2005      |                   |                              | 25 | 1.89                         | 8.5 | ثنائية المعدن | ثنائية المعدن | قناع توت عنخ آمون | - جمهورية مصر العربية - القيمة باللغة العربية والإنجليزية - التاريخ الهجري والميلادي باللغة العربية |
| جنيه | 2005      | الحلقة            | المركز                       | 25 | 1.89                         | 8.5 |               |               | قناع توت عنخ آمون | - جمهورية مصر العربية - القيمة باللغة العربية والإنجليزية - التاريخ الهجري والميلادي باللغة العربية |
| جنيه | 2005      | نحاس 75% نيكل 25% | نحاس 75% زنك 20% نيكل 5%     | 25 | 1.89                         | 8.5 |               |               | قناع توت عنخ آمون | - جمهورية مصر العربية - القيمة باللغة العربية والإنجليزية - التاريخ الهجري والميلادي باللغة العربية |
| جنيه | 2007 2008 | 1.96              | صلب 94% نحاس 2% نيكل مطلي 4% | 25 | صلب 94% نيكل 2% نحاس مطلي 4% | 8.5 |               |               | قناع توت عنخ آمون | - جمهورية مصر العربية - القيمة باللغة العربية والإنجليزية - التاريخ الهجري والميلادي باللغة العربية |